# 神話 (音楽グループ)
神話（シンファ、朝: 신화、英: SHINHWA）は1998年3月24日にデビューした韓国の6人組の男性アイドルグループ。SMエンタテインメントよりデビューしたが、2003年の契約満了と共に6人揃って事務所移籍。兵役による活動休止明け直前の2011年にメンバーによる共同出資でマネジメント事務所SHINHWA COMPANYを設立、グループ活動はこの事務所がマネージメントを行っている。個人活動は各々が別事務所に所属して活動している。
ファンクラブおよびファンの総称は「神話創造」（シンファチャンジョ、朝鮮語: 신화창조）。公式応援カラーはオレンジ。

## 来歴
- 1998年3月24日、SMエンタテインメントから「解決士（해결사）」でデビュー。
- 2001年8月1日、日本においてアルバム『Only One』『HEY,COME ON!』をリリース。ZEPP TOKYOでライブを開催。
- 2003年、SMエンタテインメントとの契約満了。所属事務所をGOODエンターテイメントに移籍[6]。
- 2004年3月13日、日本初単独コンサート「SHINHWA First Live in Tokyo」を開催。
- 2006年6月14日、初の日本語詞シングル『僕らの心には太陽がある』を発売。8月には日本語アルバムも発売し、年内に日本ツアーを行う。
- 2007年、第21回日本ゴールドディスク大賞「ザ・ベスト・エイジアン・アーティスト賞」を受賞[7]。12月兵役のため日本での活動を休止[8]。
- 2008年3月、兵役のためソウルコンサートをもって韓国での活動休止を宣言[8]。
- 2011年7月、SHINHWA COMPANY設立[5]。
- 2012年3月5日「SHINHWA 14周年記念カムバック記者会見」にて音楽番組への出演やアルバム発売など活動を再開することを発表[8]、

3月24日のデビュー14周年を記念したコンサート「2012 SHINHWA GRAND TOUR IN SEOUL“THE RETURN”」で活動を再開。
- 2018年3月24日 - 25日、デビュー20周年を記念してソウルオリンピック公園内SKハンドボール競技場にてファンパーティー「All Your Dreams」を開催。2000年に公開されたミュージックビデオ「All Your Dreams」を2018年バージョンにリメイク、26日正午にはデビュー20周年記念のデジタルシングル「All Your Dream」を発表した[4]。
- 2018年10月6日-7日、20周年記念コンサート「Heart」を開催(オリンピック公園体操競技場)。

## メンバー
- エリック（에릭）（本名：ムン・ジョンヒョク、문정혁、文晸赫）1979年2月16日生 B型 リーダー 俳優としても活動。既婚。
- イ・ミヌ（이민우、李玟雨）1979年7月28日生 A型 ボーカル ソロアルバムを発売。近年は新人アイドルグループオーディション番組等にメンターとして出演。
- キム・ドンワン（김동완、金烔完）1979年11月21日生 O型 ボーカル ソロ歌手、俳優としても活動。
- シン・ヘソン（신혜성、申彗星）（本名：チョン・ピルギョ、정필교、鄭弼敎）1979年11月27日生 A型 リードボーカル ソロ歌手としても活動。
- チョンジン（전진、前進）（本名：パク・チュンジェ、박충재、朴忠栽）1980年8月19日生 B型 ラップ ソロ歌手、バラエティでも活動。父親チャーリー・パクはトロット歌手。
- エンディ（앤디）（本名：イ・ソノ、이선호、李先鎬）1981年1月21日生 O型 ラップ ミュージカル、ドラマ、シチュエーションコメディにも出演。近年は所属事務所の若手の育成に力を入れている。Andyと表記されるため日本ではメディアも含めアンディと呼ばれることが多いが、ハングル読みはエンディである。

## ディスコグラフィ

### アルバム
- 1集 해결사(解決者) (1998年)
- 2集　T.O.P. (1999年)
- 3集　Only One (2000年)
- 4集　Hey Come On (2001年)
- 5集　Perfect Man (2002年)
- 6集　너의 결혼식(君の結婚式) (2002年)
- 7集　Brand New (2004年)
- 8集　State Of The Art (2006年)
- 8集リパッケージ　State Of The Art Special Edition (2006年)
- 9集　Shinhwa 9th (2008年)
- 9集リパッケージWhite Edition (2008年)
- 10集　THE RETURN (2012年)
- 11集　THE CLASSIC (2013年)
- 12集　WE (2015年)
- 13集　Unchanging (2017年)

### スペシャルアルバム
- Shinhwa 2001 1st Live Concert (2001年)
- The Everlasting Mytholog 2003 2nd Concert (2003年)
- Winter Story (2003年)
- Winter Story 2004~05 (2004年)
- 2005 Japan Tour Live (2007年)
- SHINHWA WINTER STORY 2007 (2007年)
- SHINHWA TWENTY SPECIAL ALBUM 'HEART'(2018年)

### ベストアルバム
- My Choice (2002年)

### シングル
- Summer Story 2005 (2005年)
- 우리들의 마음에는 태양이 있어('僕らの心には太陽がある'のライセンス盤)(2006年)
- SHINHWA TWENTY GIFT SINGLE 'All Your Dreams'(2018年)

### デジタルシングル
- How Do I Say (2004年)
- Hey, Dude! (2005年)

### シングル
- 僕らの心には太陽がある（2006年）コロムビアミュージックエンタテインメント

### アルバム
- Only One（2001年）avex
- HEY,COME ON!（2001年）avex
- SHINHWA（2001年）avex
- Shinhwa 2 T.O.P.（2001年）avex
- PERFECT（2002年）avex ※日本特別編集盤
- PERFECT MAN（2002年）avex
- WEDDING 〜君と出逢ったとき〜（2003年）avex
- best of shinhwa 2001-2003（2003年）avex
- The Everlasting Mythology（2004年）avex
- Winter Story（2004年）東芝EMI
- BRAND NEW（2004年）avex
- Winter Story 2004-2005（2005年）東芝EMI
- Shinhwa Precious 〜Essential Collection〜（2005年）avex
- Inspiration#1(2006年)コロムビアミュージックエンタテインメント
- The Road Not Taken(2011年)※シン・ヘソン4集アルバム

### サウンドトラック
- 『무적자OST』 / M-4「Timeless memory」（2010年、ソニー・ミュージック・コリア)※シン・ヘソン参加

### DVD
- perfect visual（2002年）
- LIVE & SURPRISE（2003年）
- perfect visual 2（2003年）
- STORY（2004年）
- 2001 Live Concert（2005年）
- Winter Story TOUR Live Concert（2005年）
- 2004-2005 SHINHWA Winter Story Tour Live in Seoul（2005年）
- SHINHWA 2005 JAPAN TOUR DOCUMENT（2005年）※DVD＋CD
- SHINHWA PERSONAL HISTORIES（2005年）
- SHINHWA BRAND NEW STORY（2005年）
- SHINHWA in 2003-2007 Music Video Collection (2007年)

### 写真集
- SHINHWA COLORS（2005年）

## 出演作

### ドラマ
- ニュー・ノンストップ（エリック、イ・ミヌ、チョンジン、キム・ドンワン出演、2000年）
- 天国の子供達（キム・ドンワン主演、2002年）
- ノンストップ 4（キム・ドンワン、チョンジン、アンディ、シン・ヘソン出演、2004年）
- ノンストップ 5（イ・ミヌ出演、2005年）
- 反転ドラマ（エリック、イ・ミヌ、チョンジン、アンディ出演）
- 僕は走る（エリック主演、2003年）
- 火の鳥（エリック出演、2004年）
- 新入社員（エリック主演、2005年）
- オオカミ（エリック出演、2005年）
- 無敵の新入社員（エリック出演、2006年）
- 九尾狐外伝（チョンジン出演、2004年）
- サマービーチ（チョンジン出演、2005年）
- プラハの恋人(アンディ出演、2005年）
- 震える胸（キム・ドンワン主演、2005年）
- 悲しみよさようなら（キム・ドンワン出演、2005年）
- ケ・セラ・セラ（エリック出演、2007年）
- 愛する人よ（キム・ドンワン主演、2007年）
- 必殺! 最強チル（エリック出演、2008年）
- ラブ・ミッション（エリック主演、2011年）
- 頑張って、ミスター・キム!（キム・ドンワン主演、2012年）
- 恋愛の発見（エリック主演、2014年）
- また!オヘヨン（エリック主演、2016年）

### 映画
- 回し蹴り（キム・ドンワン出演2004年）
- 甘い人生（エリック出演 2005年）
- ウォンタクの天使（イ・ミヌ出演 2006年）
- 六月の日記（エリック出演2005年）
- ヨンガシ 変種増殖（キム・ドンワン出演2012年）

### ミュージカル
- ミュージック・イン・マイ・ハート（アンディ出演2007年）
- ヘドウィグ（キム・ドンワン主演2011年）
- 壁抜け男（キム・ドンワン主演2013年）